# ノーラン・スミス
ノーラン・センタル・スミス（Nolan Sental Smith, 2001年1月18日 - ）は、アメリカ合衆国ジョージア州サバンナ出身のプロアメリカンフットボール選手。NFLのフィラデルフィア・イーグルスに所属している。ポジションはラインバッカー。

## 経歴

### ハイスクール
高校時代は247スポーツのリクルートランキングで世代1位の評価を受け、カリル・マックと比較された。卒業後はジョージア大学へ進学した。

### カレッジ
1年目の2019年シーズンは18タックル、2.5サックを記録した。
2020年シーズンはアーカンソー大学との開幕戦で6タックル、1.5サックを記録した。シーズン全体では22タックル、2.5サックを記録した。
2021年シーズンは40タックル、1.5サック、2つのフォースファンブル、1つのインターセプトを記録し、チームはCFPナショナルチャンピオンシップで優勝した。シーズン終了後、2022年のNFLドラフトにはアーリーエントリーせず、チームに残留した。
2022年シーズンは10月29日のフロリダ大学戦で胸筋を断裂し、そのままシーズン終了となった。なお、チームはCFPナショナルチャンピオンシップで連覇を達成した。シーズン終了後、2023年のNFLドラフトにエントリーした。

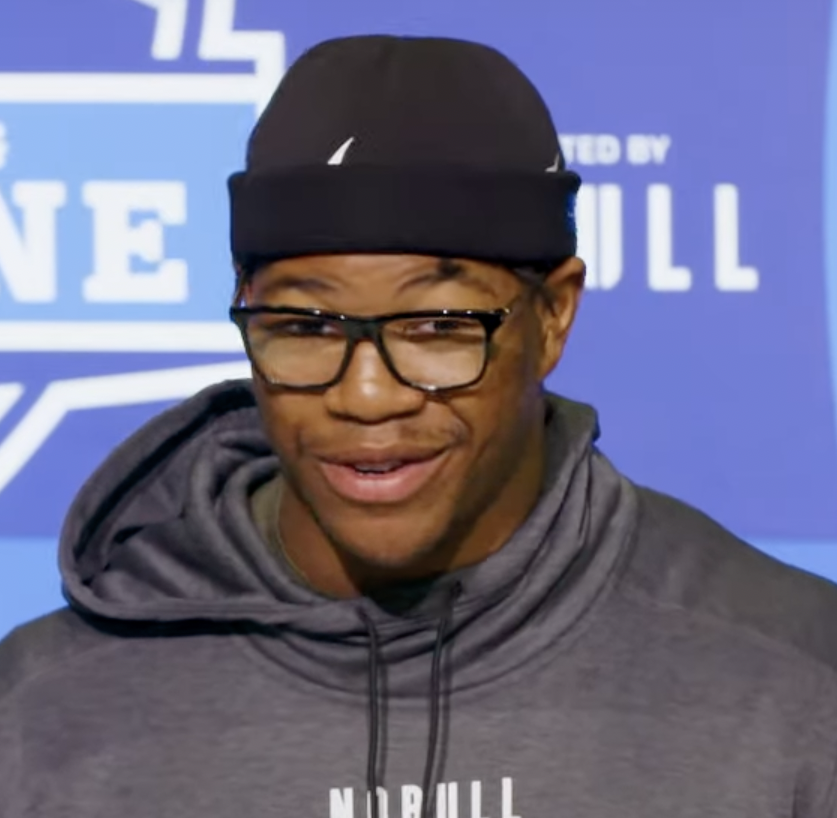
2023年のスミス

ドラフト前に行われたコンバインの40ヤード走では、ディフェンシブラインマンとしては2003年以降で2番目の速さとなる4.39秒を記録した。